# I'm a Writer, Not a Fighter
I'm a Writer, Not a Fighter è il terzo album del cantautore irlandese Gilbert O'Sullivan, pubblicato dall'etichetta discografica MAM nel 1973.
L'album, disponibile su long playing e musicassetta, è prodotto da Gordon Mills. I brani sono interamente composti dall'interprete, mentre gli arrangiamenti sono curati da Johnnie Spence.
Dal disco vengono tratti i singoli Get Down e Ooh Baby.

## Tracce

### Lato A
1. I'm a Writer, Not a Fighter
2. A Friend of Mine
3. They've Only Themselves to Blame
4. Who Knows, Perhaps Maybe
5. Where Peaceful Waters Flow

### Lato B
1. Ooh Baby
2. I Have Never Loved You as Much as I Love You Today
3. Not in a Million Years
4. If You Love Me Like You Love Me
5. Get Down